# Durio pinangianus
Durio pinangianus (Becc.) Ridl. è un albero della famiglia delle Malvacee endemico della Malesia peninsulare.
I frutti non sono commestibili.

## Conservazione
La Lista rossa IUCN classifica Durio pinangianus come specie vulnerabile.